# (35079) 1990 QR7
1990 QR7 (asteroide 35079) é um asteroide da cintura principal. Possui uma excentricidade de 0.17765650 e uma inclinação de 2.08055º.
Este asteroide foi descoberto no dia 16 de agosto de 1990 por Eric Walter Elst em La Silla.